# Cal Prat (Ponts)
Cal Prat és una casa de Ponts (Noguera) inclosa a l'Inventari del Patrimoni Arquitectònic de Catalunya.

## Descripció
Façana de casa particular, amb planta baixa i tres pisos. la planta baixa hi ha dues portes –de recent incorporació– de les quals una dona accés a l'habitatge i l'altre a un comerç. Tota la planta baixa és coberta amb lloses de marbre, també d'instal·lació recent.

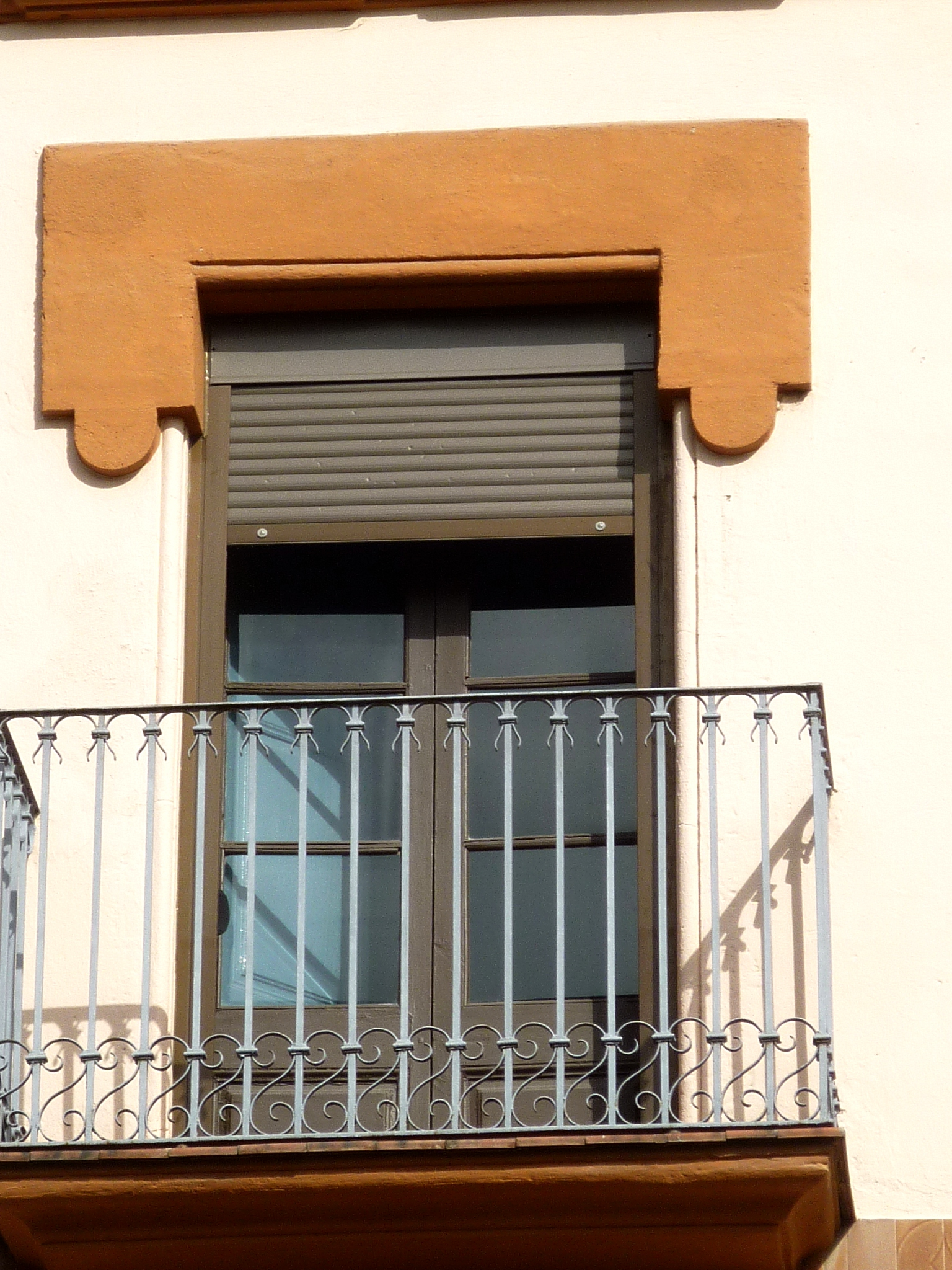
Detall d'un balcó

Al primer pis, tres obertures permeten l'entrada a un balcó corregut sostingut amb mènsules emmotllurades amb barana de ferro, l'obertura central té un curiós calat de fusta que imita l'estil gòtic.
Al segon pis hi ha tres obertures, més grans que les dels altres pisos, i fan parelles, ja que estan geminades per pilarets. Una cornisa sostinguda per mènsules emmotllurades corre al llarg de tota la façana: pel damunt, una balustrada amb coronament de totxo i de traçat sinuós remata la façana.

## Història
Aquesta casa fou construïda el segle xix per un constructor de Ponts i anava a ser casa seva però, a conseqüència dels seus deutes, es va veure obligat a vendre-la i fou comprada pels avantpassats del Josep Prat, propietari el 1982. La casa des que fou construïda fins als nostres dies ha sofert diferents modificacions, sobretot a la planta baixa. A les parts superiors s'han intentat conservar l'estructura primitiva, a l'interior s'han fet algunes noves instal·lacions a conseqüència de les necessitats actuals. En un principi, la casa era quasi tota de pedra i fusta però actualment s'hi poden trobar materials moderns.